# Frank Sherwood Rowland
Frank Sherwood "Sherry" Rowland (28. juni 1927 - 10. marts 2012 var en amerikansk kemiker og professor i kemi ved University of California, Irvine. Han forskede i atmosfærekemi og kemisk kinetik. Han modtog nobelprisen i kemi i 1995 sammen med Mario J. Molina og Paul J. Crutzen for deres arbejde med chlorfluorcarboner (CFC-gasser) skadelige virkning på ozonlaget.